# Eros Renzetti
Eros Renzetti (Roma, 1965) è un pittore italiano.

## Biografia
Frequenta l’Istituto Statale d’Arte Roma I (ISA) fino al 1985 e l'Accademia di Belle Arti di Roma diplomandosi nel 1990 è stato, dal 1979 allievo di Fabrizio Clerici e, a Parigi, di Leonor Fini, ai quali si ricollega il suo stile visionario.
Fu modello per Fabrizio Clerici e per il fotografo di moda Eddy Brofferio.
Ha partecipato alle mostre Sesta Biennale Internazionale (Il Cairo, Egitto, 1997); Jean Cocteau le joli coeur. Omaggio ”alla moda” di un yy eduttore (Milano, 2008) e all'antologica Leonor Fini L'Italienne de Paris (Trieste, 2009). Ha esposto alla Biennale di Venezia nel 2011, presentato da Vincenzo Consolo.